# Ligne de Saint-André-le-Gaz à Chambéry
La ligne de Saint-André-le-Gaz à Chambéry est une ligne de chemin de fer française à écartement standard et à une voie banalisée électrifiée. Elle a été construite en 1884 après le rattachement de la Savoie à la France avec à l'origine un but purement local : le désenclavement du nord-est du département de l'Isère et de l'Avant-Pays savoyard.
Rattrapée toutefois par la densité du trafic, notamment voyageurs, dans les vallées alpines, cette ligne est progressivement devenue, à partir des années 1970, un lieu de passage privilégié pour désengorger les lignes de Lyon à Genève et de la Maurienne, qui constituent l'axe historique de l'entrée vers les Alpes.
D'une longueur de 43 km, elle constitue la ligne 903 000 du réseau ferré national français.

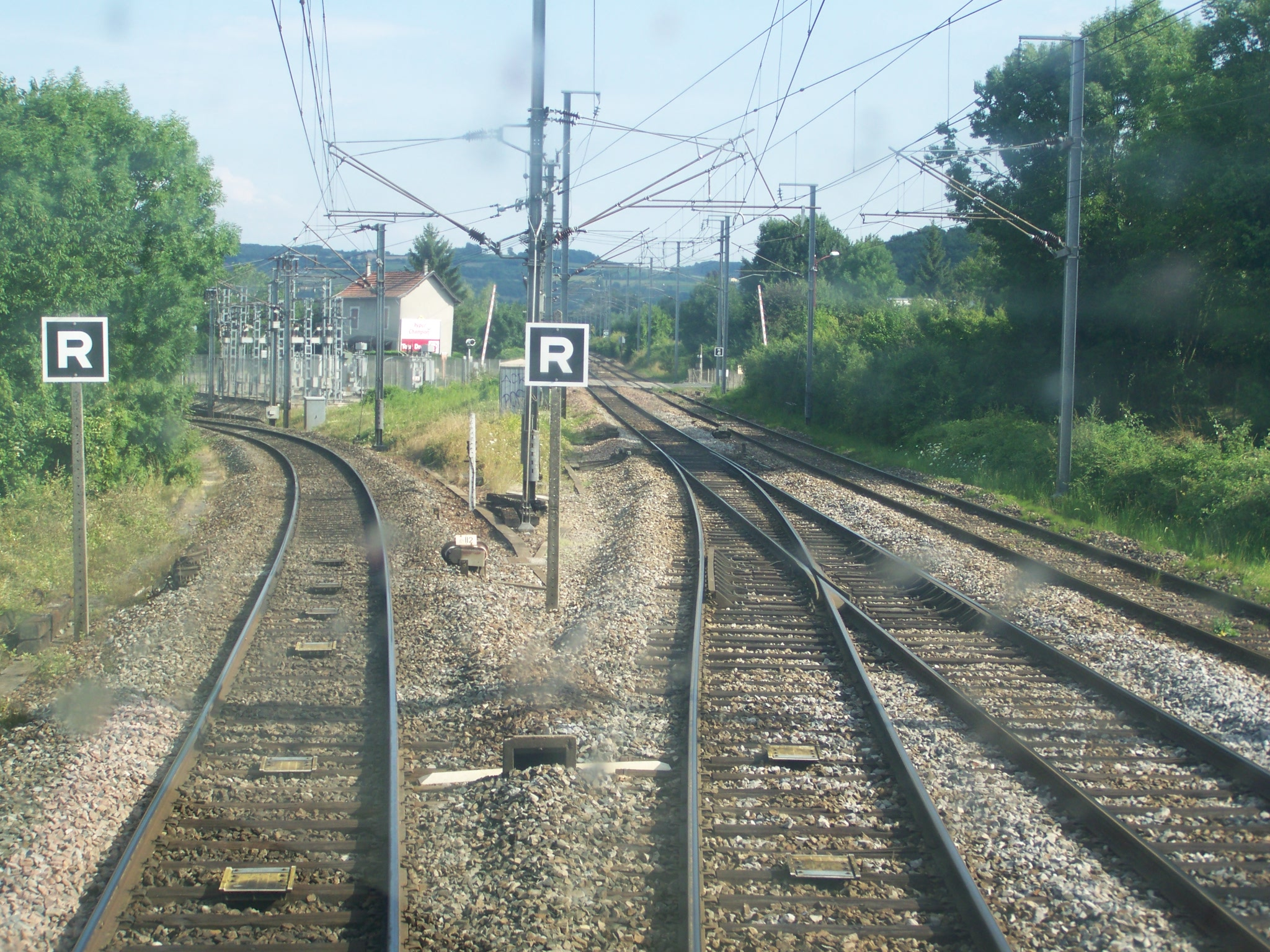
Séparation de la ligne pour Grenoble à la sortie de la gare de Saint-André-le-Gaz.

## Histoire

### Genèse
L'idée et la volonté de créer une liaison directe et sans détours entre Chambéry et Lyon est ancienne. C'est à ce titre que le souverain Charles-Emmanuel II de Savoie perce dès 1652 la route des Échelles à la suite du val de Couz. Plus d'un siècle plus tard, sous le Premier Empire, Napoléon Ier décide le percement de l’actuel tunnel des Échelles pour faciliter le transport militaire, dont l'ouverture a lieu en 1820. Toutefois, la liaison n'est pas encore directe et l'imposante chaîne de l'Épine demeure contournée par le sud, puis par le nord lorsque le chemin de fer se développe à partir du milieu du XIXe siècle, avec la ligne passant par Culoz et nécessitant un autre long détour.
Aussi, à partir de cette période, les projets ferroviaires directs passant à travers l'Épine commencent à voir le jour, par exemple lorsqu'en 1841 Joseph François Médail, commissionnaire en douane puis entrepreneur de travaux publics, adresse aux souverains sardes son projet de tunnel pour traverser les Alpes entre Modane et Bardonnèche (futur tunnel ferroviaire du Fréjus), inclut également un projet de traversée de l'Épine. Par ailleurs, lorsque la Compagnie des chemins de fer de Paris à Lyon et à la Méditerranée (PLM) mène en 1852 des études sur le tracé de la future ligne par Culoz, elle mène en parallèle des études d'un tracé par l'Épine, finalement abandonné. Puis ce sont des désaccords entre le royaume de Sardaigne et le Second Empire de Napoléon III, ce-dernier s'étant opposé par deux fois en 1853 et en 1857, officiellement pour des raisons de sécurité de la France mais que les observateurs ont plus tard imputé aux intérêts placés  par des personnages de la Cour impériale dans le PLM, auquel la ligne par l'Épine aurait causé une forte concurrence en raccourcissant le parcours de plus de 30 km.
L'optimisme revient à compter du rattachement de la Savoie à la France en 1860, les motifs de sécurité devenant caducs en raison des frontières repoussées à l’est. Mais il n'en est rien et il faut attendre 1869 pour que le projet resurgisse.

### Avant-projets
En 1871, un rapport d'études est publié sur un avant-projet de création d'une ligne entre la ligne existante et Chambéry passant par Morestel, Saint-Genix-d'Aoste et le lac d'Aiguebelette. Au sein du nouveau département de la Savoie (destinataire du rapport), cette ligne devait parcourir 29 km et desservir 84 086 habitants. Le rapport met notamment en avant l'importance de cette ligne pour alimenter le bassin houiller de Saint-Étienne et de l'Italie centrale, laquelle permettrait d'y amener les charbons à bas prix.
En outre, comme l'indique le baron Achille Raverat en 1885 (peu après l’ouverture de la ligne actuelle), la création d'un itinéraire ferroviaire par les Terres froides et l'Avant-Pays savoyard permettrait le transport de troupes militaires de Lyon (grande place d'armes du sud-est) à la Savoie en cas de tensions avec l'Italie, ce que ne permet pas la ligne existante par Culoz qui traverse la zone neutralisée de Savoie entre le Rhône et le sud du lac du Bourget.
Alors que le tracé suivi par l'avant-projet de 1871 est abandonné, un nouveau tracé par le Pont-de-Beauvoisin et le val de Couz (plus au sud) est défini et la future ligne est concédée à la Compagnie des chemins de fer de Paris à Lyon et à la Méditerranée par une convention entre le ministre des Travaux publics et la compagnie signée le 3 juillet 1875. Cette convention a été approuvée à la même date par une loi qui déclare simultanément la ligne d'utilité publique.

### Construction

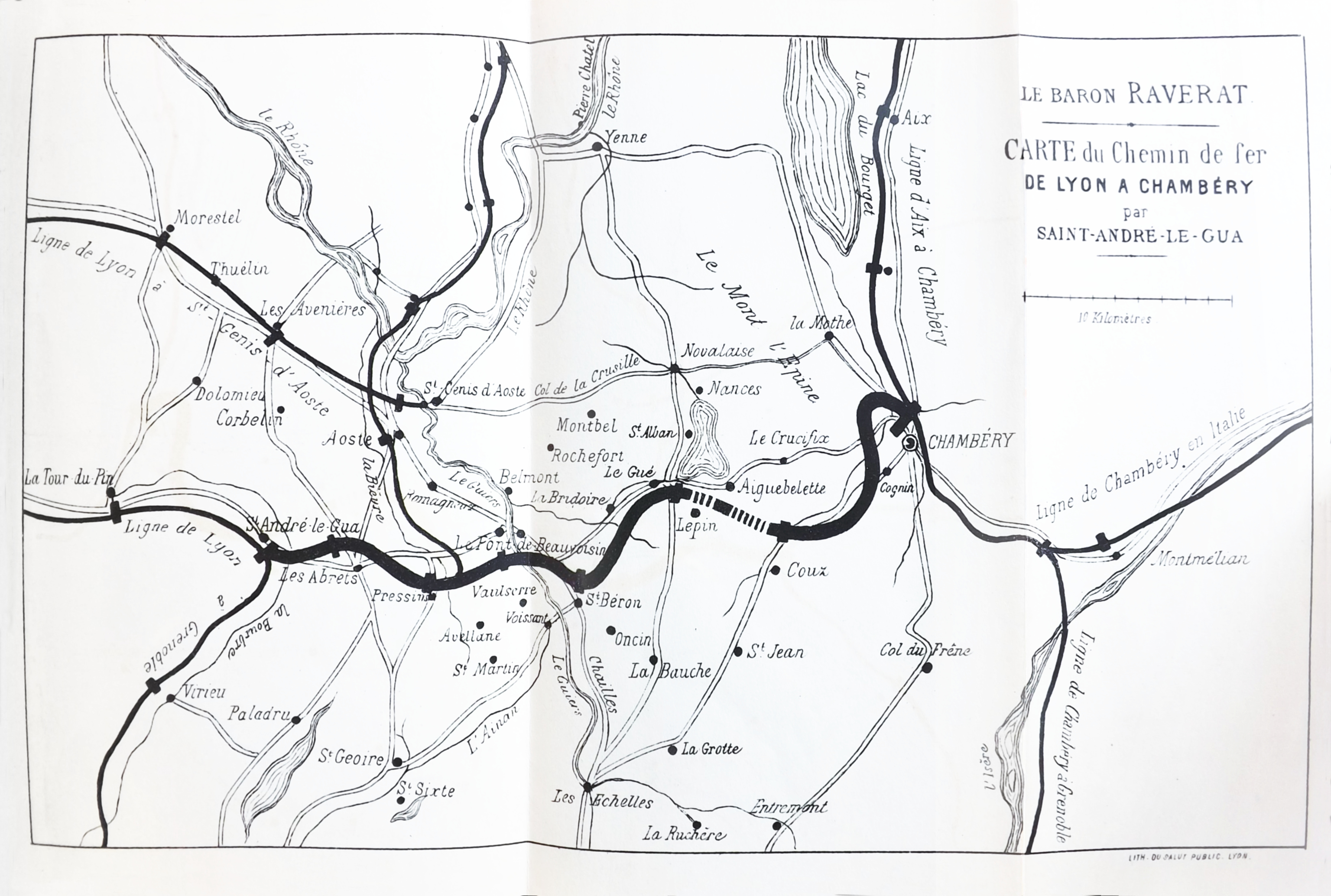
Carte de la nouvelle ligne en 1885.

Les travaux de construction du futur tronçon de ligne de Saint-André-le-Gaz à Chambéry débutent en 1878 et sont alors conduits par l'ingénieur des ponts et chaussées Moris. Ces travaux s'échelonnent sur plus de cinq ans en raison de diverses contraintes tenant notamment au relief difficile du parcours. Par exemple sur la rampe de La Bridoire réalisée sur les flancs escarpés de l’extrémité sud du mont Tournier (montagne d'Oncin et de Chailles) nécessite de tailler le rocher, de combler les dépressions et d'élever remblais et murailles épaisses, ou encore sur le tunnel sous l'Épine qui prend plus de trois années entre 1880 et 1883.
En raison de ces contraintes, l’ouverture et la mise en exploitation de la ligne, à l’origine prévue en mai 1884, est tout d'abord reportée au 14 juillet de la même année, puis au 15 août, avant d'intervenir finalement le 24 septembre 1884 ; la section de Saint-André-le-Gaz à Pressins, commune avec la ligne de Pressins à Virieu-le-Grand, étant inaugurée le 10 septembre. Ce jour-là, le train inaugural quitte Chambéry à 10h00 et mène la délégation qu'il transporte à Saint-André-le-Gaz où un déjeuner est organisé, le retour à Chambéry s'effectuant à 15h30.
Conçue dans un rôle principalement local, les premiers trains à emprunter la nouvelle ligne sont des omnibus n'offrant que des itinéraires de Saint-André à Chambéry (et Belley), avec correspondances éventuelles pour Lyon ou les vallées alpines. Toutefois, avant sa dissolution en 1938, le PLM finit par faire circuler un convoi direct de Lyon à Bourg-Saint-Maurice en Tarentaise les week-ends durant la saison hivernale.

### Seconde guerre mondiale
La ligne est alors reprise par la SNCF et parmi les premières dispositions, l'antenne voyageurs vers Belley se voit fermée le 15 mai 1939.
Le 1er septembre 1939, l'Allemagne nazie envahit la Pologne et la Deuxième Guerre mondiale débute. Le 24 juin 1940, à la suite des ordres donnés par le génie français, l'entrée est (côté Chambéry) du tunnel de l'Épine et le pont sur le Guiers sont avariés afin de retarder la marche des armées allemandes. Le pont est restauré dès 1941, mais la circulation totale de Saint-André-le-Gaz jusqu'à Chambéry ne reprendra pas avant le 22 janvier 1942 après réparation du tunnel.
Pour protéger sa retraite à la suite des derniers événements (bombardement du 26 mai 1944 et débarquement du 6 juin 1944), la Wehrmacht dynamite à son tour le viaduc sur le Guiers le 14 juillet 1944. Sa reconstruction définitive ne sera opérée qu'en 1946, entretemps la SNCF fait circuler des trains de Saint-André au Pont-de-Beauvoisin et de Chambéry au Bonnard. L'exploitation normale du service sera ainsi effective à partir du 4 mai 1947.

### Croissance progressive du trafic

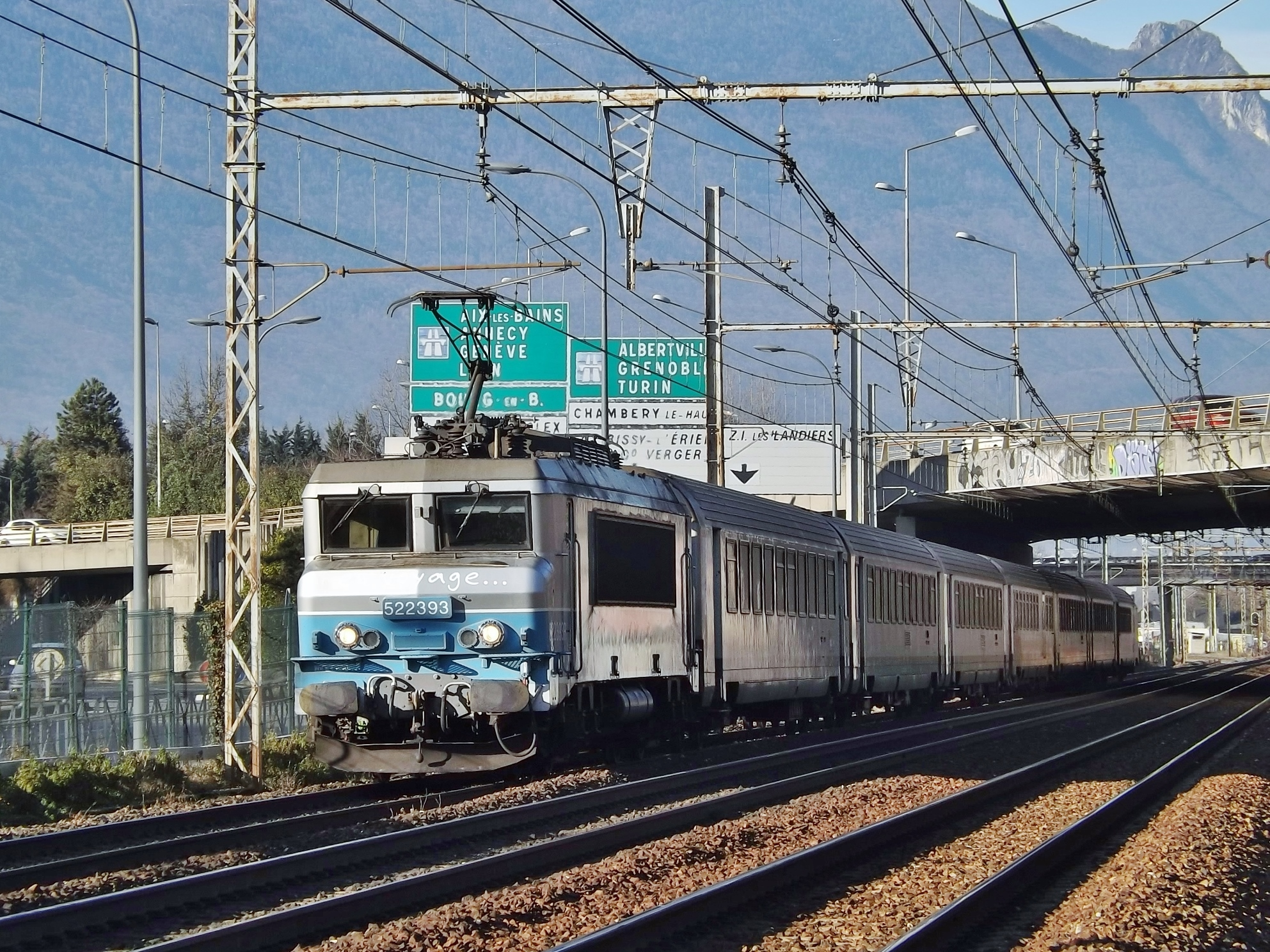
Un TER sur la ligne longeant celle de la Maurienne à l'entrée de Chambéry.

À partir des années 1950, le nombre de trains directs affectés sur la ligne va se trouver progressivement augmenté. Ainsi apparaissent à partir de 1951, les nouveaux directs Lyon-Chambéry en X 2400.
L'année 1953 marque par ailleurs l'électrification de l'axe historique Lyon - Chambéry par Ambérieu et Culoz (voir ligne de Lyon à Genève et ligne de la Maurienne). Celle-ci a conduit à une augmentation graduelle du trafic sur cet axe de 135 km, et la SNCF commence alors à envisager de délester une partie de ce trafic en le détournant vers la ligne de Saint-André-le-Gaz, opération d'autant plus intéressante que la distance entre Chambéry et Lyon est ainsi ramenée à 106 km. La région sud-est entreprend ainsi la modernisation signalétique des gares à voie unique de la ligne pour faciliter notamment l'arrivée du TEE Le Mont-Cenis reliant Lyon-Perrache et Milan via Turin, Chambéry et Modane, assuré en RGP1-TEE de la série X 2770 et créé le 2 juin 1957. Le 29 mai 1960 cependant, des autorails diesel italiens de type ALn 442 + ALn 448 Breda des FS prendront le relais pour ce TEE. La traction vapeur est par ailleurs définitivement abandonnée sur cette ligne à l'été 1962.
Cinq ans plus tard, en 1967, création du train rapide Il Piemonte faisant la liaison de Lyon à Turin via Chambéry et Modane, et assuré en autorail X 2800/X2900 de 1re classe en livrée verte et crème. En 1968 la ligne voit ainsi passer quotidiennement ces deux rapides transalpins, plus trois directs Lyon - Bourg-Saint-Maurice, un Lyon - Annecy et un omnibus local. Des locomotives diesel BB 66000 sont également utilisées pour livrer les marchandises à une usine de Saint-Béron en Savoie.
Le début des années 1970 voit par la suite la suppression du Piemonte (1970) et du Mont-Cenis (dernier jour de circulation le 30 septembre 1972) remplacé par un EuroCity du même nom. L'été 1972 voit également le détournement de nombreux trains sur la ligne par suite d'une chute de rochers en bordure du lac du Bourget ayant bloqué la ligne à Chindrieux entre Aix-les-Bains et Culoz. La ligne, jusqu'alors ouverte uniquement de jour, l'est désormais 24h/24 pour permettre également les transits de nuit des trains tels le Palatino Express, ou le Paris - Bourg-Saint-Maurice.
Enfin le 28 septembre 1975, première circulation commerciale d'un turbotrain de type ETG entre Lyon-Perrache et Annecy via Chambéry.

### Électrification et liaison grande vitesse

Carte de la ligne.

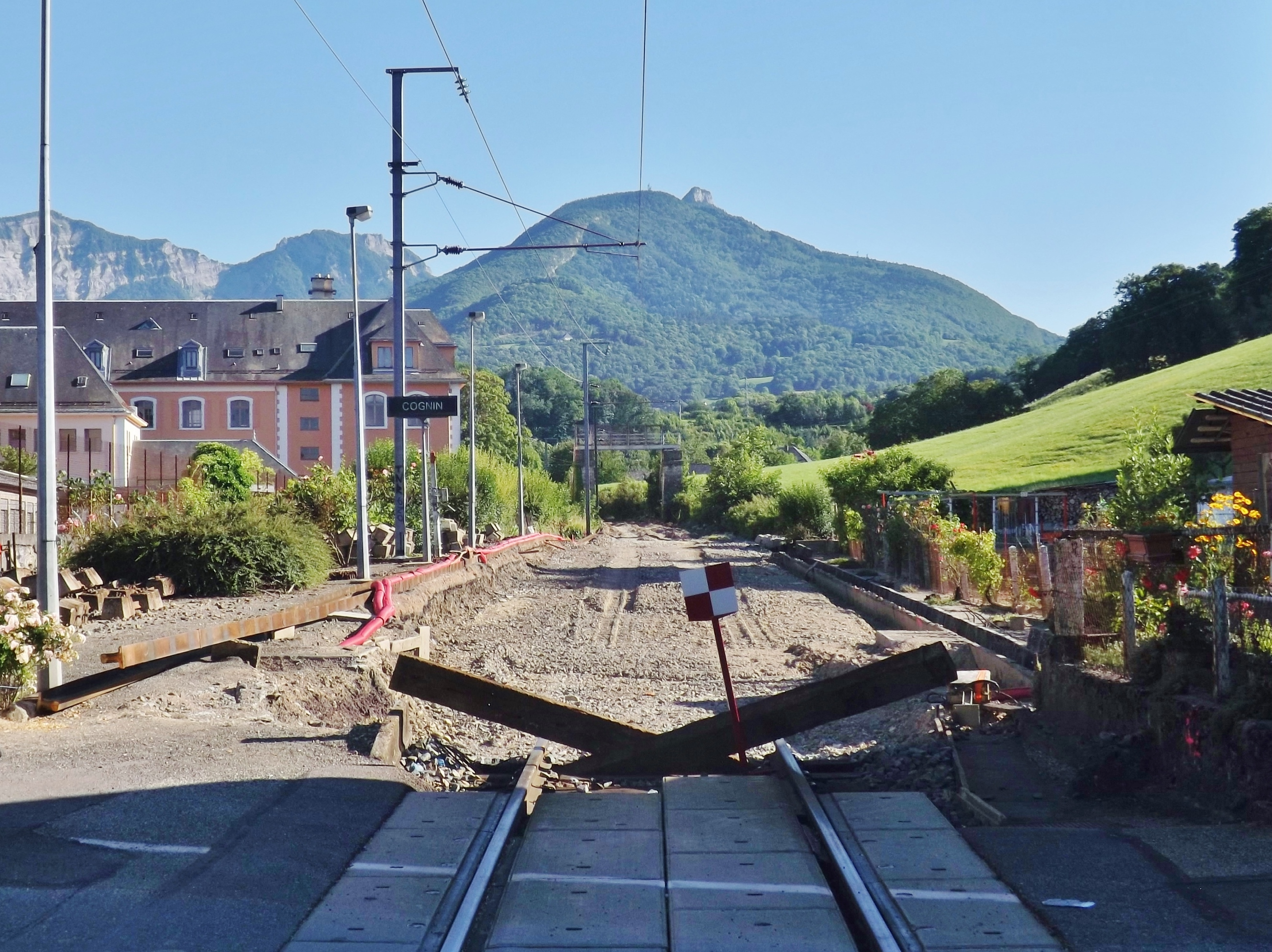
Voies déposées à Cognin à l'été 2016.

La ligne est dans les années 1980 logiquement incluse comme antenne du projet d'électrification entre Lyon et Grenoble. La mise sous tension en 25 000 V alternatif de ces deux lignes est opérée simultanément le 18 février 1985. Celle-ci aura pour effet de permettre aux automoteurs Z 9500 et Z 9600 d'assurer certaines missions d'omnibus, mais aussi d'assurer une continuité du trafic TGV entre Paris et Annecy (en service sur cette liaison depuis septembre 1982) en cas d'avarie sur la ligne d'Ambérieu et Culoz comme celle de 1972.
En 1987 enfin, les ETG sont libérés au profit des nouvelles rames Corail réversibles tractées par des BB 25200.
En 1992, la LGV Rhône-Alpes est mise en service et rattachée à la hauteur de Saint-Quentin-Fallavier (Isère) à la ligne Lyon - Grenoble et donc, dans sa continuité, à la ligne Saint-André-le-Gaz - Chambéry. Cette mise en service s'inscrit dans une volonté de faciliter les dessertes alpines en vue des Jeux olympiques d'hiver de 1992 se tenant alors en Albertville en Savoie. À cet effet, 4 TGV Paris - Chambéry sont mis en place, dont deux prolongés jusqu'à Annecy. Les superpointes hivernales de février ont également nécessité des liaisons supplémentaires entre la capitale et les vallées alpines (Bourg-Saint-Maurice et Modane) passant par la ligne à voie unique de plus en plus empruntée.
L'hiver 1996 marque le début des liaisons grande vitesse entre Paris et Milan via la ligne. Celle-ci va conduire, à compter du 28 septembre 1996, à la suppression de l'EuroCity Le Mont-Cenis liant Lyon à Turin. Les tout nouveaux Eurostar reliant Londres à Bourg-Saint-Maurice emprunteront eux aussi la ligne.
Depuis décembre 2011, tous les TGV Paris-Milan desservent la gare de Lyon Saint-Exupéry TGV et de ce fait transitent par cette ligne.
Durant l'été 2016, dans le cadre de l'allongement et de la réfection du tablier du pont-rail de Saint-Charles sur la commune de Cognin, le trafic est interrompu sur la ligne et le service voyageurs reporté vers le car. La ligne fait par ailleurs l'objet d'une rénovation complète depuis Chambéry.

## Caractéristiques

### Tracé
Cette ligne à voie unique se sépare de la ligne Lyon - Grenoble à la sortie de la gare de Saint-André-le-Gaz en Isère. Tandis que cette dernière continue sa route plein sud, la ligne pour Chambéry poursuit vers l'est jusqu'au Pont-de-Beauvoisin, traverser le Guiers et se retrouve en Savoie.

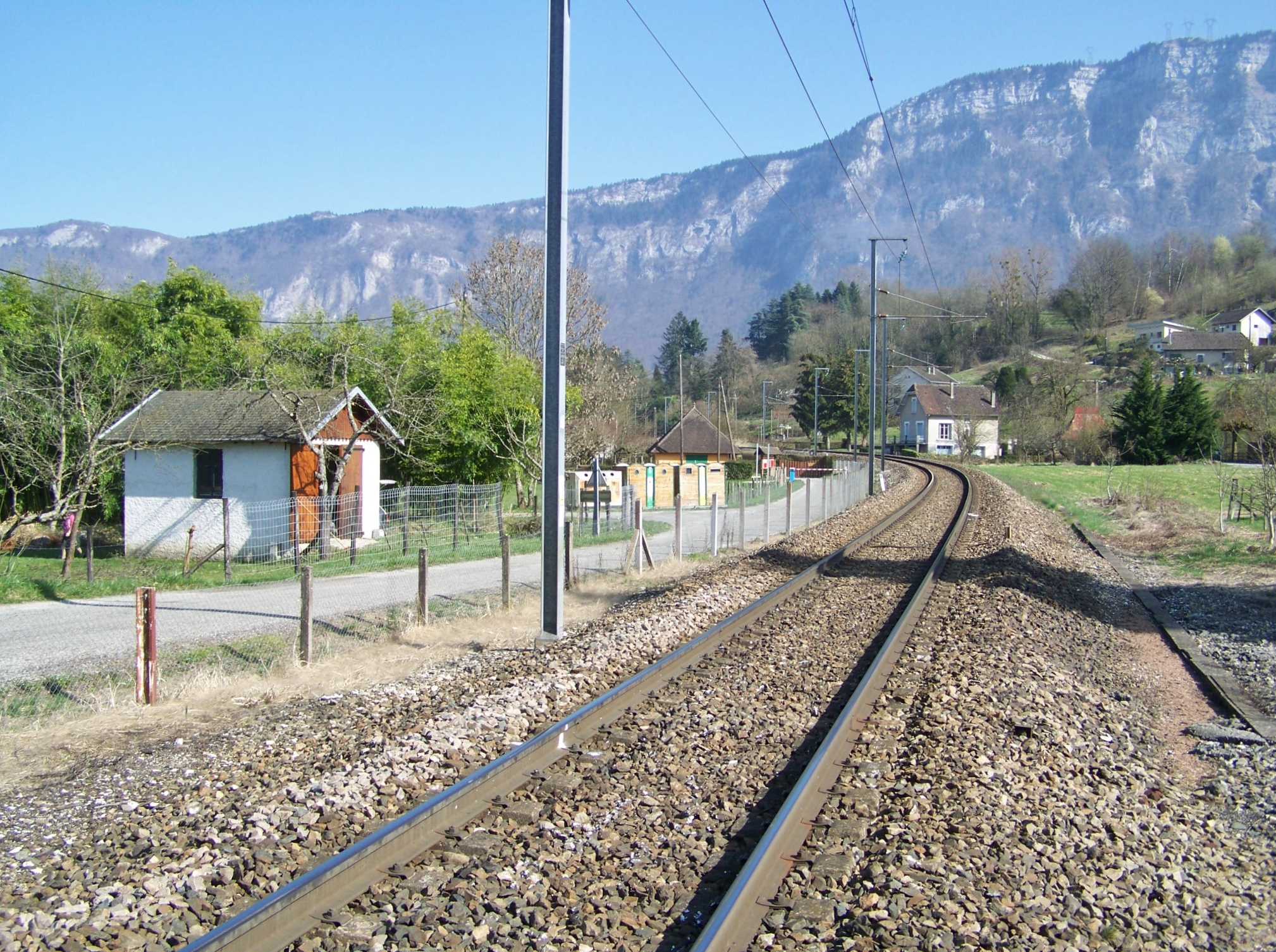
La ligne dans l'Avant-Pays savoyard en direction du tunnel de l'Épine et Chambéry.

À partir de là, les quelque trente kilomètres restant à parcourir jusqu'à Chambéry ont été très longuement étudiés pour faciliter la construction de la ligne. En effet, celle-ci passe sur les hauteurs sud du lac d'Aiguebelette afin d'éviter de traverser la longue chaîne de l'Épine, ultime obstacle jusqu'à l'ancienne capitale savoyarde, dans sa partie la plus large. Un tunnel de plus de 3 000 m est tout de même percé à son extrémité sud, et la ligne débouche alors dans l'agglomération chambérienne par la commune de Cognin où une ancienne halte existe encore.
À son entrée dans Cognin, la ligne n'est alors plus qu'à 4 km à vol d'oiseau de la gare de Chambéry. Mais d'une trajectoire quasiment perpendiculaire à la ligne de la Maurienne qui la dessert, celle-ci bifurque donc vers le nord de la ville et marque un coude très prononcé de près de 500 m de rayon et de 180° afin de se greffer à la nouvelle ligne, 2 km en amont de la gare. Une telle disposition implique ainsi un rallongement de la ligne de plus de 2 km. Bien que la ligne rejoigne la ligne de la Maurienne 2 km avant la gare de Chambéry, la jonction avec celle-ci ne se fait qu'à l'entrée de la gare, au niveau de tous ses embranchements. Jusqu'à la gare, les deux lignes restent donc côte à côte et forment ainsi un passage de trois voies.
La ligne est uniquement réservée au trafic voyageurs. En effet, les rampes maximales de 25 ‰ la rendent impropre au fret qui emprunte la ligne venant d'Ambérieu, suivie de la ligne de la Maurienne, aux profils plus faciles. Sa difficulté impose par ailleurs une limite de sa vitesse maximale à 90 km/h sur l'ensemble de son tracé.
La ligne s'est par ailleurs vue greffée conséquemment à sa construction, une ligne adjacente rejoignant Virieu-le-Grand par Belley dans l'Ain.

### Gares et haltes
Les haltes de Pressins (Isère), Domessin-le-Bonnard, Saint-Cassin-la-Cascade et Cognin (Savoie) sont fermées au trafic voyageurs.

## Exploitation

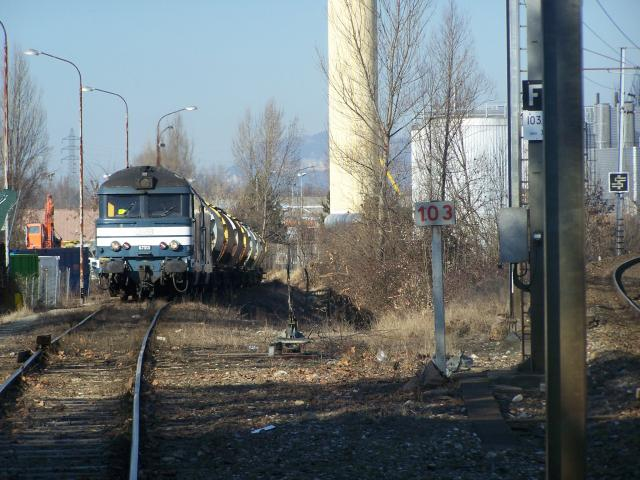
Acheminement de marchandises sur la ZI de Chambéry par une BB 67300 en 2008. La ligne venant de Saint-André est à droite.

Les TGV en provenance ou à destination des stations de sports d'hiver dans la vallée de la Tarentaise, ou d'Annecy et Aix-les-Bains, passent par cette ligne sans y marquer un arrêt.
Depuis le 9 décembre 2007, est mis en place un horaire cadencé pour les TER Rhône-Alpes sur les liaisons Lyon - Chambéry - Annecy / Modane / Bourg-Saint-Maurice.
Aucun train de fret longue distance ne transite par la ligne, mais une desserte de la zone industrielle de Bissy au nord de Chambéry est encore en service, assurée par des Y 8000 et des BB 67300. Les entreprises bénéficiant de ce service sont la firme Placoplatre (recevant du gypse en provenance de Saint-Jean-de-Maurienne) et Laragne, l'incinérateur d'ordures ménagères. Toutefois, avec la radiation progressive des BB 67300, la desserte fret sera reprise par des locomotives thermiques de type Vossloh, conformes aux nouvelles normes UIC anti-pollution.

## Projet
Dans le cadre du projet de nouvelle liaison ferroviaire Lyon-Turin, une LGV devrait doubler la ligne entre Lyon et Chambéry, et une ligne fret passer plus au sud via un tunnel sous le Massif de la Chartreuse.
En mars 2012 a été publiée l'enquête publique relative à cette réalisation, mais ce projet reste néanmoins controversé, surtout dans le val de Suse (Piémont, Italie), ainsi que dans la zone vinicole de Chapareillan dans le Grésivaudan. La sous-station des Molettes sera commune entre la ligne de Grenoble à Montmélian et la future LGV (transformateurs 225 kV / 25 kV, voire 50 kV pour la future LGV, qui sera équipée de feeders 2x25 kV).

## La ligne dans la littérature
La ligne est décrite dans un récit d'Henri Vincenot de la série des Voyages du professeur Lorgnon paru dans La Vie du Rail du 14 mai 1961 sous le titre « En petit Bugey (Saint-André-le-Gaz-Chambéry) » réédité en ̇1983 aux éditions Denoël et en 2003 aux éditions Omnibus.